# Sveti Ivan (gmina Oprtalj)
Sveti Ivan (wł. S. Giovanni) – wieś w Chorwacji, w żupanii istryjskiej, w gminie Oprtalj. W 2011 roku liczyła 41 mieszkańców.